# Movimiento Evita
El Movimiento Evita es un movimiento social y una organización política de Argentina, que se define de ideología peronista, nacional, popular, federal y revolucionaria. Fue creado en 2004 y liderado desde entonces por Emilio Pérsico. Formó parte del Frente para la Victoria (kirchnerismo), que gobernó entre 2003 y 2015. En 2016 el Movimiento Evita se separó del bloque parlamentario del Frente para la Victoria, formando un bloque propio denominado en un principio Peronismo para la Victoria. Desde 2019 a 2023 integró el gobernante Frente de Todos. En 2023 formó parte del frente electoral Unión por la Patria.
Su nombre fue adoptado como homenaje a Eva Perón. Actualmente se concentra en la construcción de la Economía Popular, e integra la Unión de Trabajadores y Trabajadoras de la Economía Popular (UTEP).
Su secretario general es Emilio Pérsico. Otros referentes del movimiento son el secretario general de la UTEP, Alejandro Peluca Gramajo, la candidata a intendenta de La Matanza Patricia "La Colo" Cubria, la intendenta del partido de Moreno Mariel Fernández, el exjefe de gabinete Juan Manuel Abal Medina, el diputado Eduardo Toniolli, el funcionario del gobierno bonaerense Gildo Onorato y el exdiputado nacional Leonardo Grosso, entre otros.
Actualmente, el Movimiento Evita posee la vicepresidencia del Partido Justicialista Nacional (Mariel Fernández), del Partido Justicialista de la Ciudad Autónoma de Buenos Aires (Juan Manuel Abal Medina) y del Partido Justicialista de la Provincia de Santa Fe (Eduardo Toniolli). 

## Historia
El Movimiento Evita surgió en 2004, como resultado de la unión de diversos grupos provenientes del Movimiento Patriótico Revolucionario Quebracho y de la Corriente de Trabajadores Desocupados Aníbal Verón, con arraigo principalmente en el conurbano bonaerense.
El primer año el Movimiento Evita se organizó como movimiento piquetero de desocupados (MTD), pero luego redefinió su finalidad para reorganizarse como ala popular revolucionaria del kirchnerismo, actuando con amplia autonomía tanto dentro como afuera del Partido Justicialista. En 2007 Emilio Pérsico fue nombrado secretario de Organizaciones Territoriales del PJ. Una de las características inusuales del Movimiento Evita es que su secretario electoral ha carecido de interés en ocupar cargos políticos.
El Movimiento Evita, como otros movimientos de desocupados, concede un papel central a la organización de sus integrantes para trabajar cooperativamente, principalmente en la construcción de viviendas populares, financiadas por el Estado. La política de poder popular del Movimiento Evita fue explicada en estos términos por uno de sus integrantes:

La organización popular determina la posibilidad para los participantes de apropiarse de las decisiones de políticas públicas y de la asignación de recursos. Esto genera una relación mucho más sólida de las políticas públicas con sus beneficiarios, que hace que este proceso sea más difícil de revertir. Cuando una persona en una cooperativa construye cincuenta casas, ¿cómo se le puede decir que ya no tiene su empleo? En cambio cuando las casas son construidas por empresas privadas, simplemente se presenta en otra licitación estatal. Esto último no produce una relación de poder en la que el pueblo participa activamente. A esto le llamamos política social, como la llamó Evita: "la fuerza popular organizada", "el poder popular".

Se presentó para las elecciones legislativas de 2017 integrando distintos frentes según cada provincia, por ejemplo el frente electoral Unidad Porteña en la Ciudad de Buenos Aires o el Frente Justicialista Cumplir en la provincia de Buenos Aires.
Para las elecciones de 2019, integró el Frente de Todos, acompañando la candidatura a presidente de la Nación Argentina de Alberto Fernández.

## Composición legislativa
El Movimiento Evita ha tenido y tiene distintos referentes en el Congreso Nacional. Entre ellos, se destacan los senadores nacionales mandato cumplido Juan Manuel Abal Medina y Teresita Luna. En la Cámara de Diputados, se destacan el diputado mandato cumplido Leonardo Grosso y el actualmente diputado Eduardo Toniolli.
Cámara de Diputados:
| Provincia    | Retrato | Diputado         | Bloque | Bloque          | Mandato | Mandato |
| Provincia    | Retrato | Diputado         | Bloque | Bloque          | Inicio  | Fin     |
| ------------ | ------- | ---------------- | ------ | --------------- | ------- | ------- |
| Buenos Aires |         | Leonardo Grosso  |        | Frente de Todos | 2015    | 2023    |
| Santa Fe     |         | Eduardo Toniolli | 2021   | Frente de Todos | 2025    |         |

## Resultados electorales

### Elecciones presidenciales
| Elección | Candidatos                                       | Primera vuelta | Primera vuelta | Segunda vuelta | Segunda vuelta | Resultado | Coalición               |
| Elección | Candidatos                                       | Votos          | %              | Votos          | %              | Resultado | Coalición               |
| -------- | ------------------------------------------------ | -------------- | -------------- | -------------- | -------------- | --------- | ----------------------- |
| 2011     | Cristina Kirchner-Amado Boudou                   | 11.865.055     | 54,11          |                |                | Sí electo | Frente para la Victoria |
| 2015     | Daniel Scioli-Carlos Zannini                     | 9.338.490      | 37,08          | 12.309.575     | 48,66          | No electo | Frente para la Victoria |
| 2019     | Alberto Fernández-Cristina Fernández de Kirchner | 12.942.183     | 48,24          |                |                | Sí electo | Frente de Todos         |

### Elecciones al Congreso

#### Cámara de Diputados
| Año  | Votos      | %     | Bancas ganadas | Total de bancas | Posición | Nota                       |
| ---- | ---------- | ----- | -------------- | --------------- | -------- | -------------------------- |
| 2009 | 402.502    | 21,03 | 2/127          | 5/257           | Minoría  |                            |
| 2011 | 10.762.217 | 47,98 | 5/130          | 7/257           | Minoría  | Dentro del FPV             |
| 2013 | 7.775.204  | 34,41 | 1/127          | 6/257           | Minoría  | Dentro del FPV             |
| 2015 | 8.797.279  | 37,41 | 4/130          | 6/257           | Minoría  | Dentro del FPV             |
| 2017 | 5.265.069  | 21,03 | 0/127          | 4/257           | Minoría  |                            |
| 2019 |            |       | 1/130          | 2/257           |          | Dentro del Frente de Todos |
| 2021 |            |       | 1/127          | 2/257           |          | Dentro del Frente de Todos |